# بلدة كلايتون (مقاطعة أريناك)
كلايتون، مقاطعة أريناك (بالإنجليزية: Clay Township, Michigan)‏ هي بلدة تقع بولاية ميشيغان في الولايات المتحدة. تبلغ مساحتها 213.7 (كم²)، وترتفع عن سطح البحر 176 م، بلغ عدد سكانها 9822 نسمة في عام تعداد الولايات المتحدة 2000 حسب إحصاء مكتب تعداد الولايات المتحدة وتصل الكثافة السكانية فيها 106.9 نسمة/كم2.

## وصلات خارجية
- - The US50 - Cities and Towns in Michigan State
- Michigan Cities and Towns, Facts, Map, Flag, Colleges, Government, and More